# 토요타 야리스
토요타 야리스는 일본의 자동차 제조사인 토요타 자동차가 1999년부터 판매하는 소형차이다.
본 항목에서는 아시아 시장용 3세대 모델과 4세대 이후의 모델을 중심으로 기술한다.

## 3세대(아시아 전용 모델)

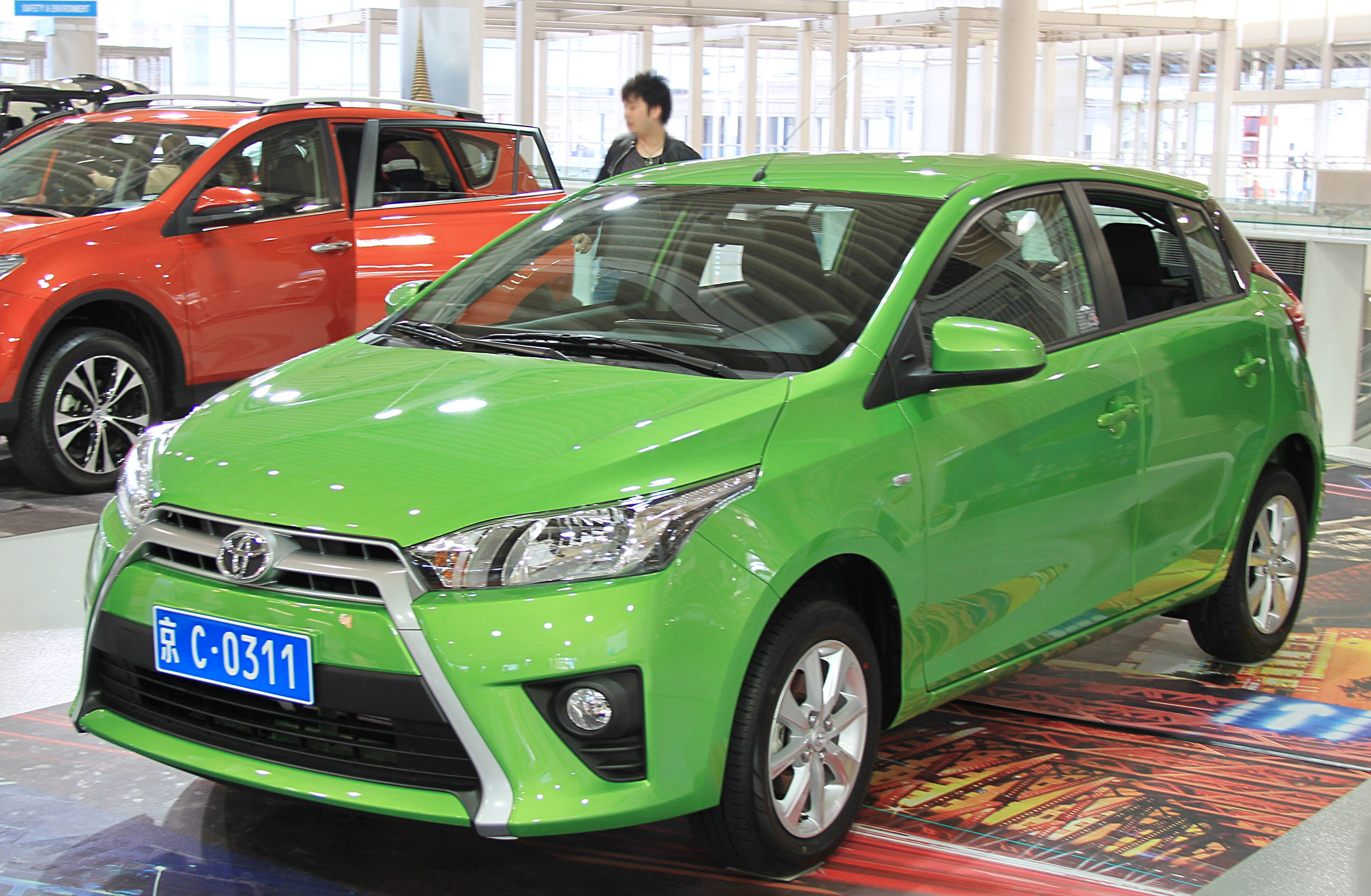
야리스 전기형 전면부(야리스 L)

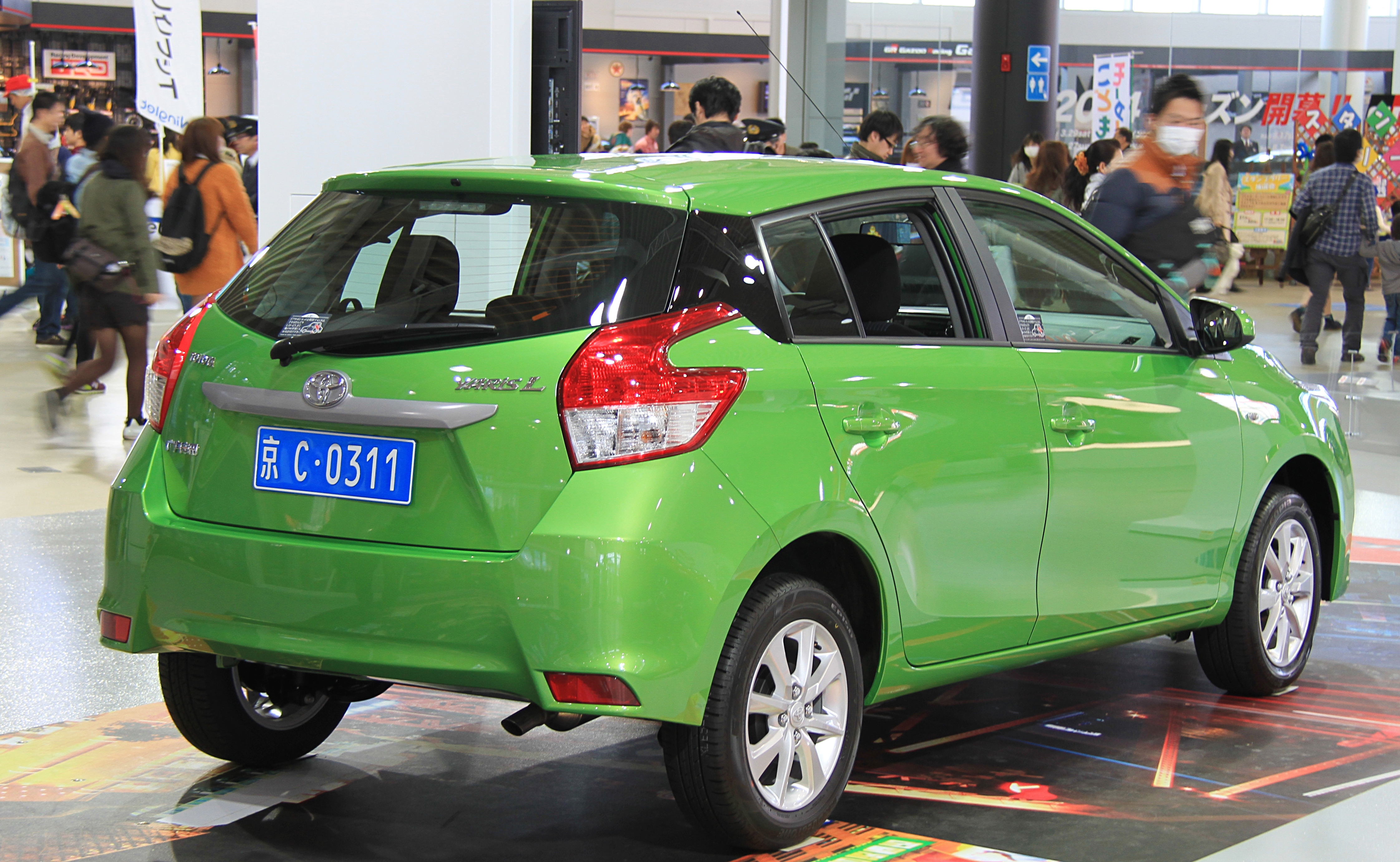
야리스 전기형 후면부(야리스 L)

2013년 10월 22일 태국에서 먼저 출시되었다. 내수용 모델과 전혀 다른 디자인을 하고 있으며, 차체도 더욱 커졌다. 이후 중국, 베트남, 대만 등 여러 시장에도 출시되었으며, 중국에서는 형제 차종으로 바이오스 FS가 추가되었다. 2017년에 세단형 모델인 야리스 ATIV가 새로 추가되었으며, 해치백 모델이 페이스리프트를 거쳤다. 2018년에는 인도와 브라질에도 출시되었으며, 칠레, 멕시코, 남아프리카 공화국에서 유럽형 3세대 야리스를 대체하는 모델로 출시되었다. 2019년에는 중국 시장용 모델인 야리스 L이 페이스리프트를 거침과 동시에 세단 모델도 추가되었고, 2020년에는 동남아시아 시장에서 마이너체인지를 거쳤다. 2021년에는 인도에서 생산을 중단하였으며, 남아프리카 공화국에서도 단종 후 스즈키 발레노를 배지 엔지니어링한 토요타 스타렛으로 대체되었다. 한편 스타렛은 인도 시장에서 글랜자로 판매되었으며, 이는 3세대 스타렛의 스포츠 사양의 명칭을 가져온 것이었다.

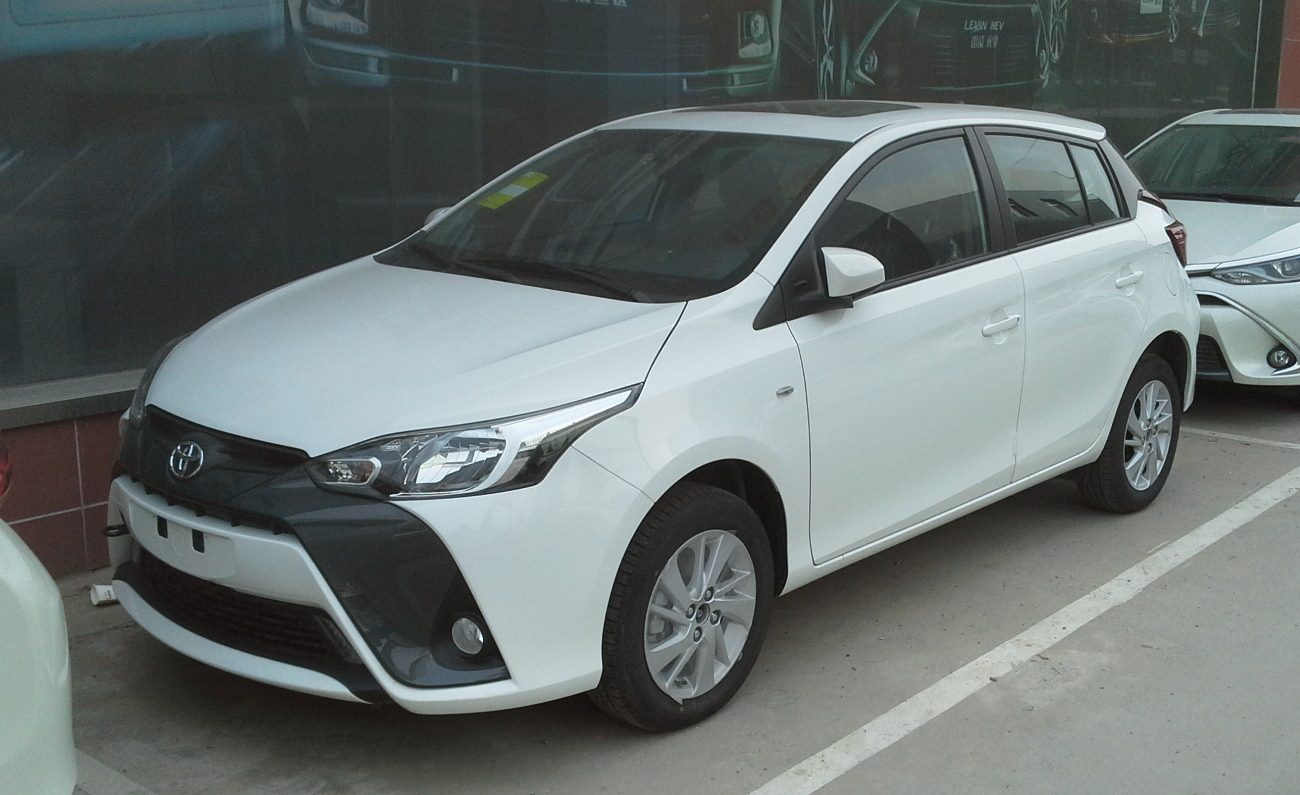
야리스 L 후기형 전면부
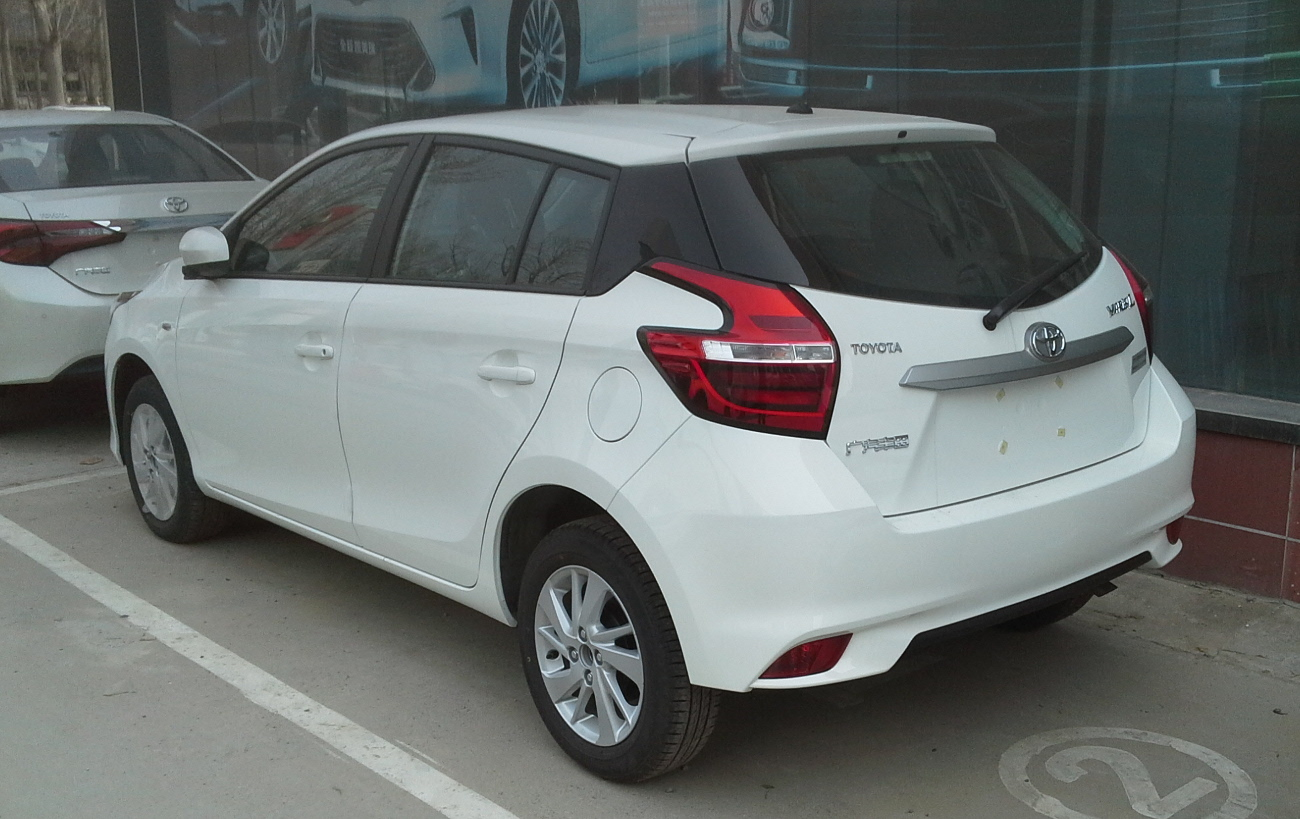
야리스 L 후기형 후면부
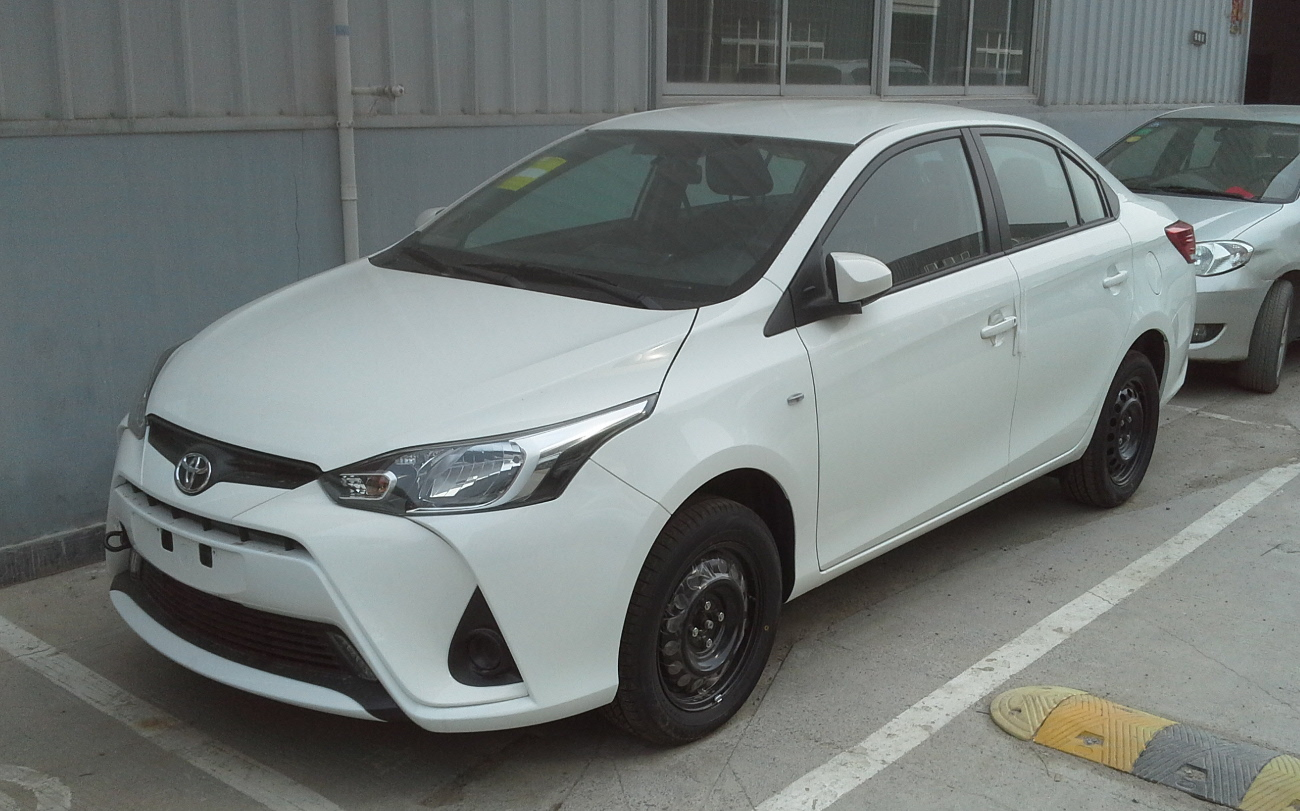
야리스 L 세단 전면부
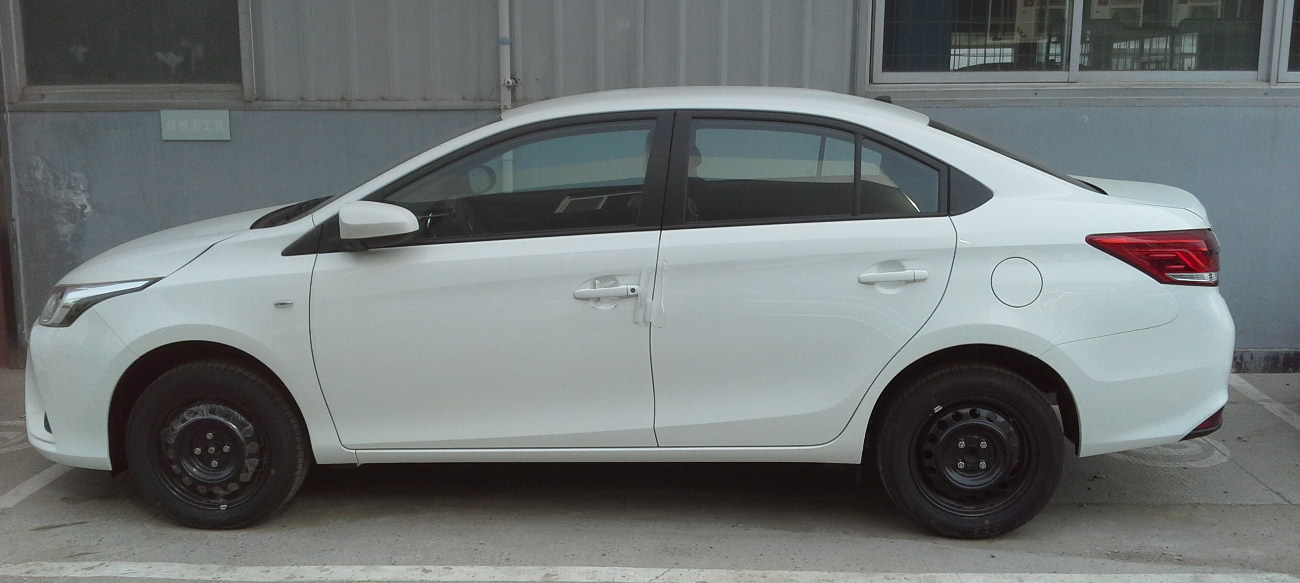
야리스 L 세단 후면부
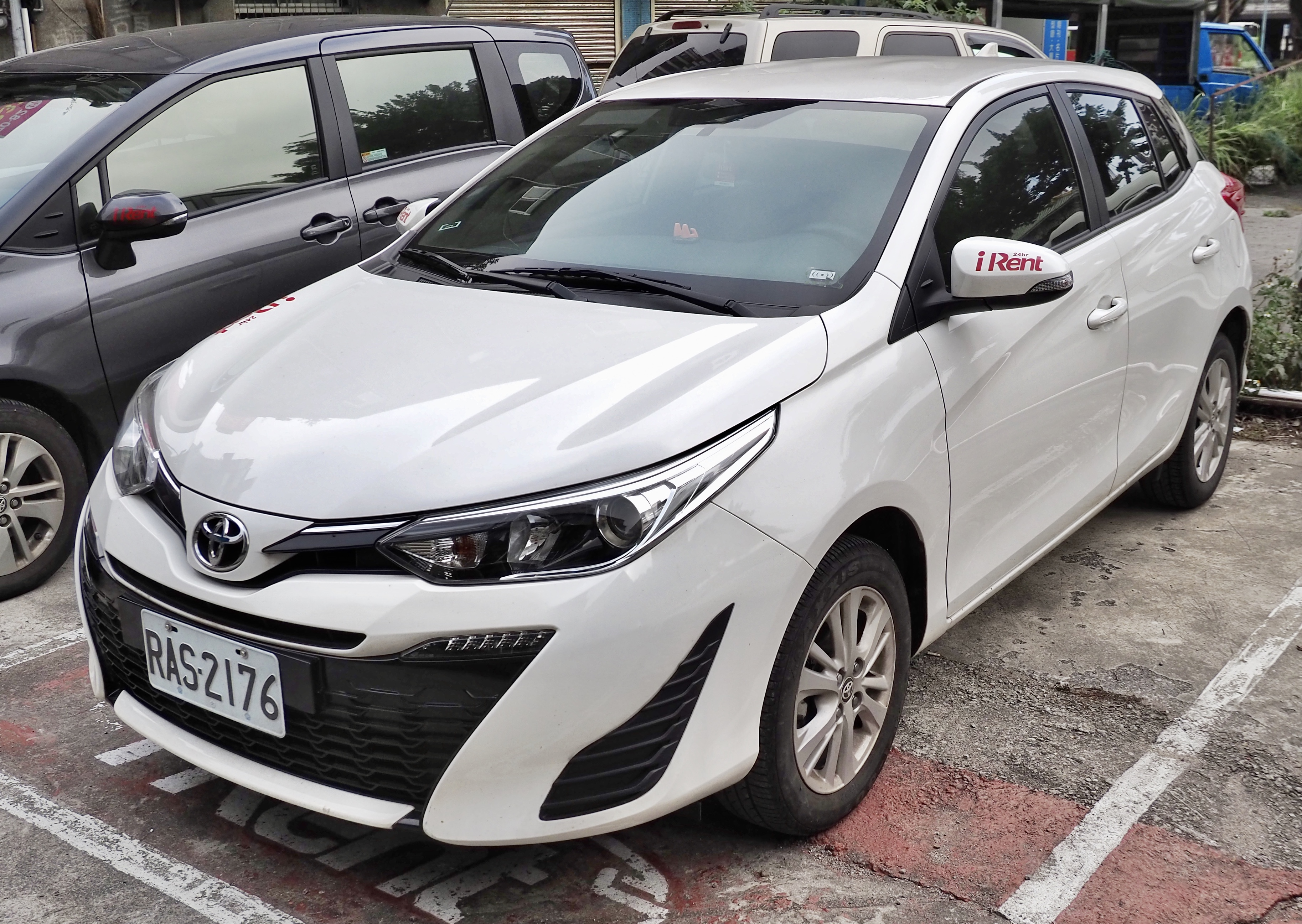
야리스 중기형
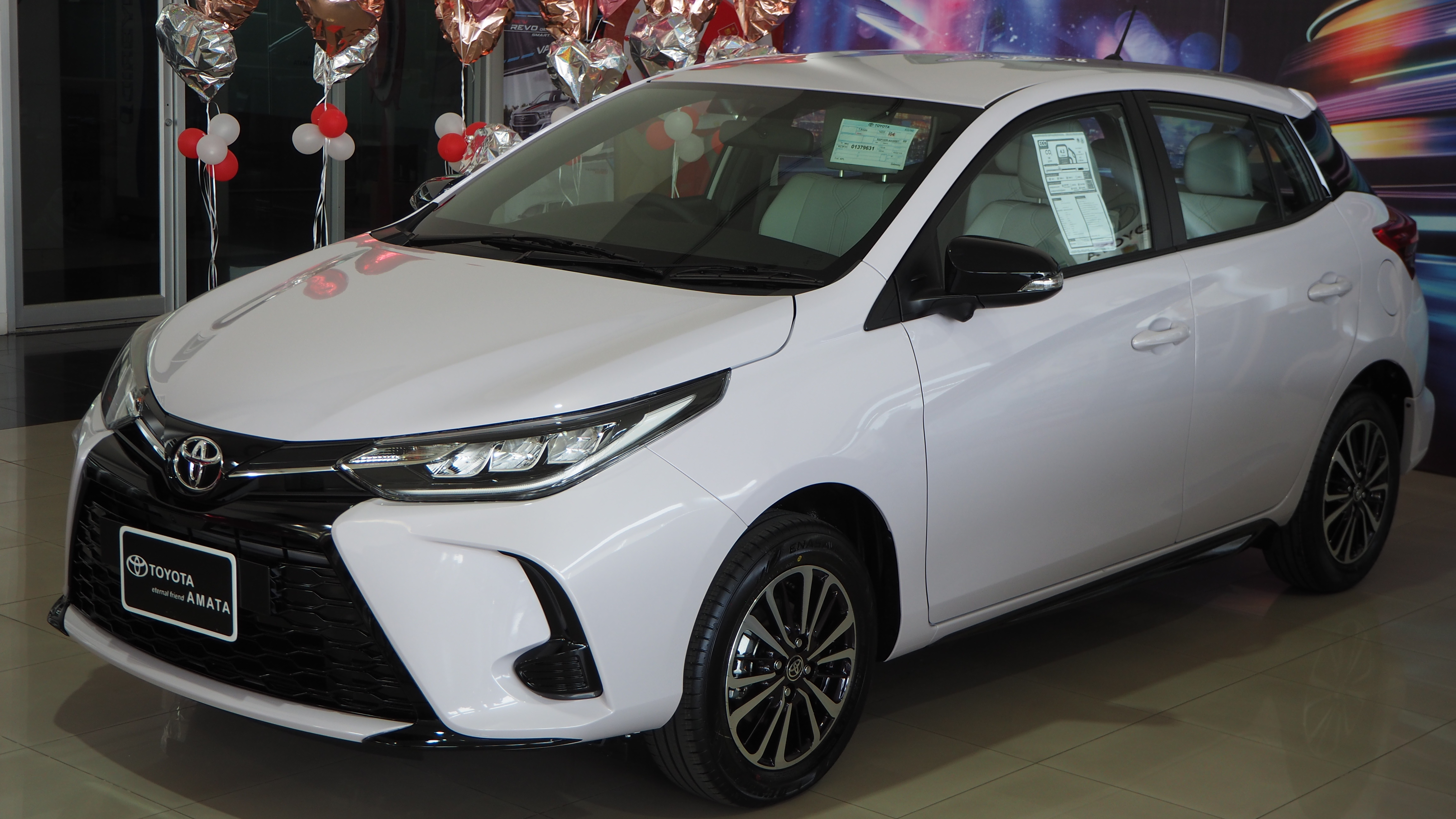
야리스 후기형

## 4세대

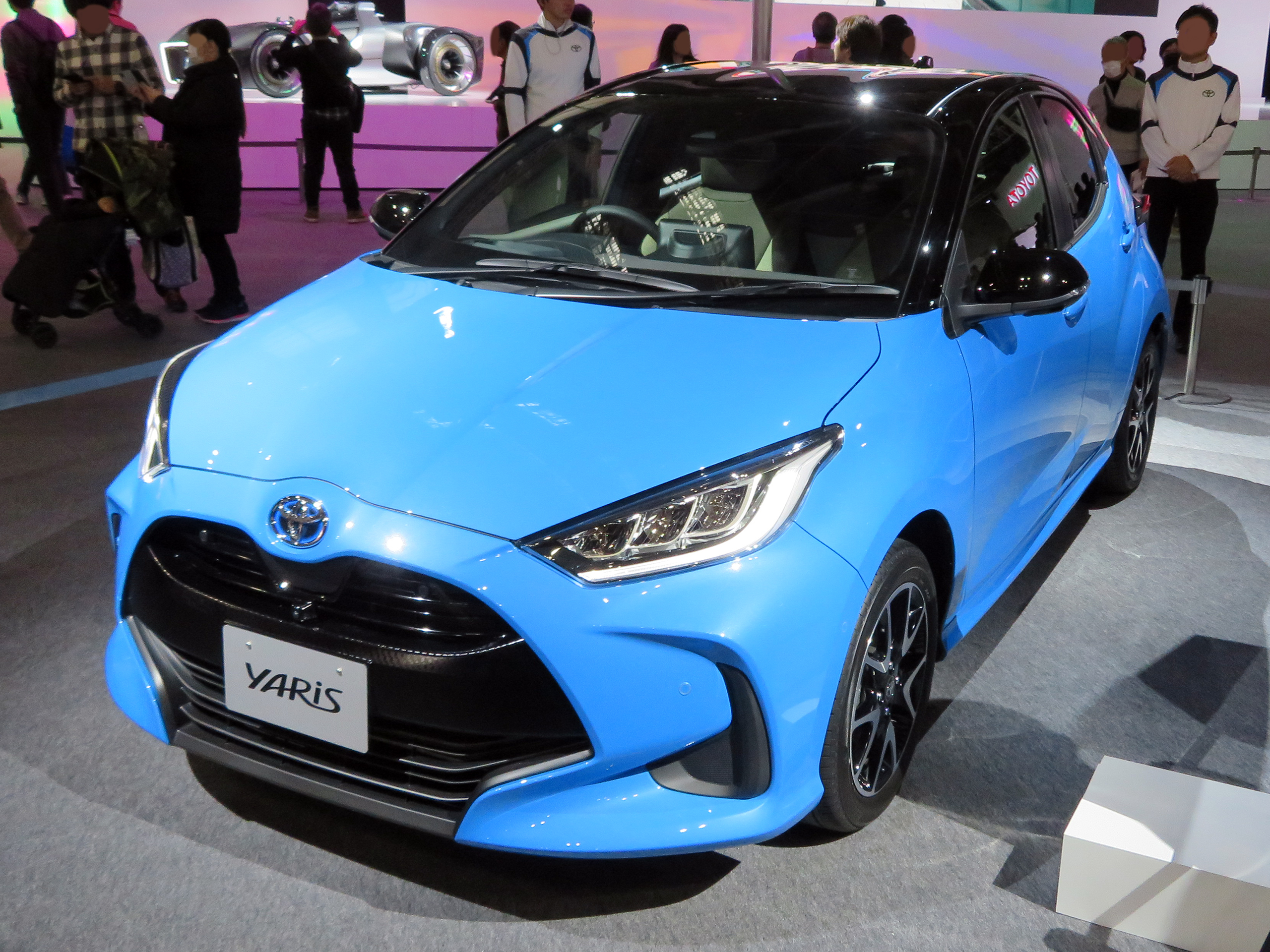
야리스 전면부

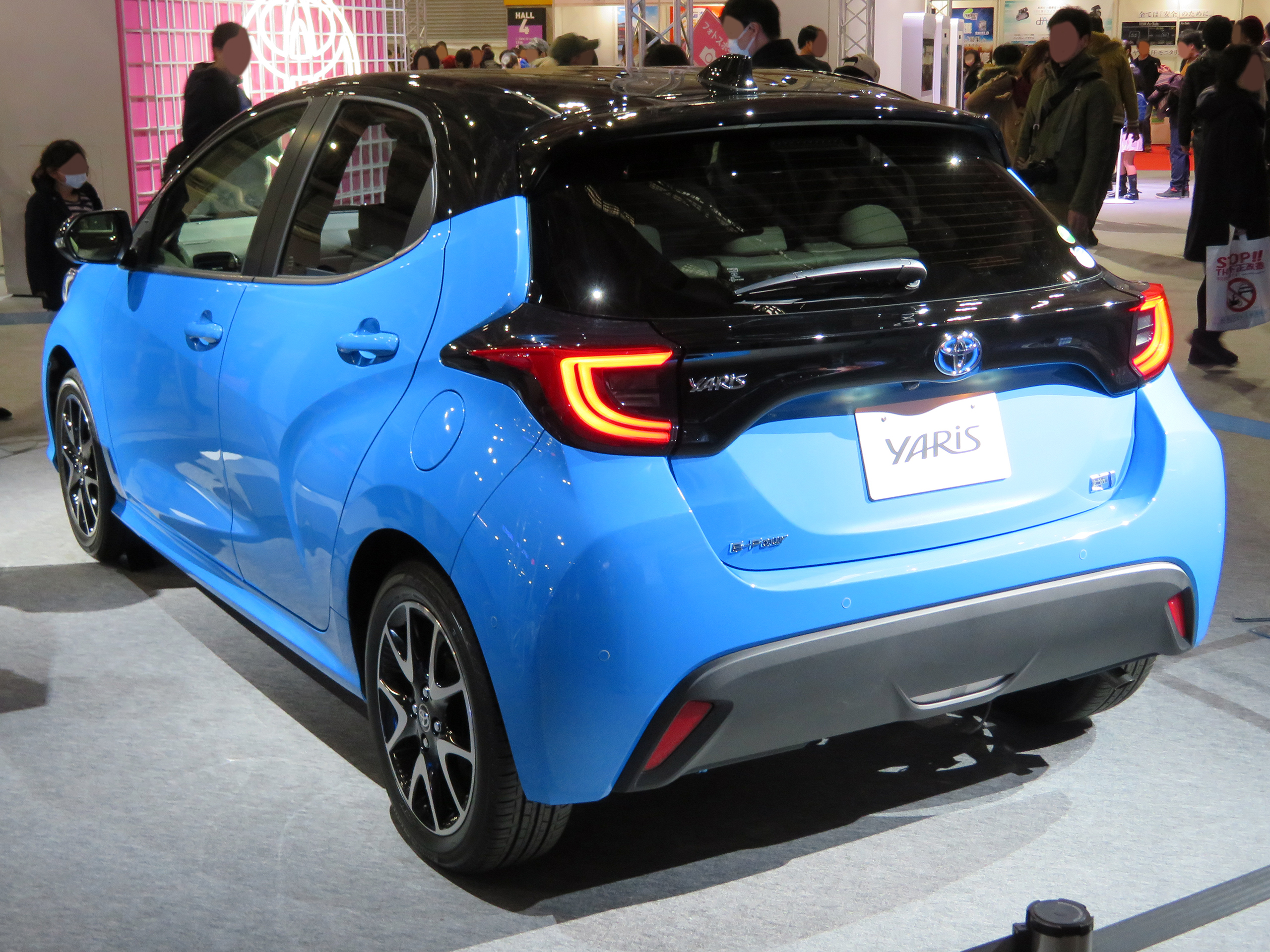
야리스 후면부

2019년 10월 도쿄 모터쇼에서 최초 공개되었다. 2020년 2월 10일에 일본에서 판매를 시작하였고, 이 세대부터 비츠 대신 야리스라는 명칭을 도입하였다. 일본 시장용 모델은 유럽 시장용 모델과 달리 5넘버 사이즈에 맞추기 위해 전폭이 좁아졌고, 휠베이스도 10mm 줄어들었다. 또한 토요타의 새로운 소형차 플랫폼인 TNGA-B를 기반으로 개발한 최초의 차량이기도 하다. 엔진은 1.0L인 1KR-FE형과 1.5L인 M15A-FKS형, 그리고 1.5L 하이브리드인 M15A-FXE형이 제공되며 무단변속기와 1.5L 한정으로 6단 수동변속기를 선택할 수 있다. 일본에서는 발매 후 1개월만에 3만 7천 대가 판매되면서 높은 인기를 자랑하고 있다. 유럽에서는 기존의 프랑스 발랑시엔 공장 뿐만 아니라 체코의 콜린 공장에서도 생산되고 있으며, 2021년 말부터 마쓰다 2 하이브리드로 뱃지 엔지니어링되어 판매되기도 한다.

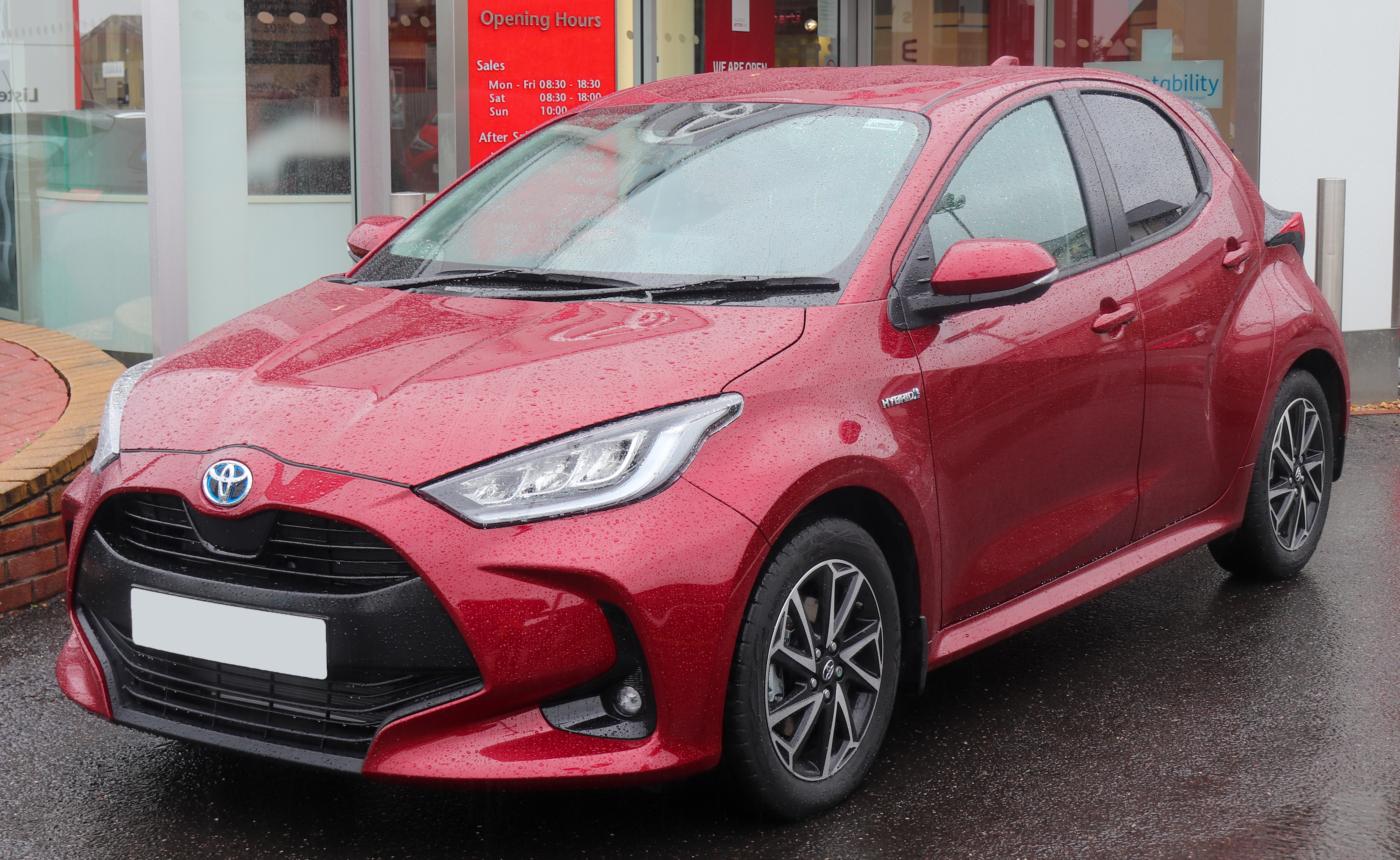
유럽 시장용 야리스 전면부
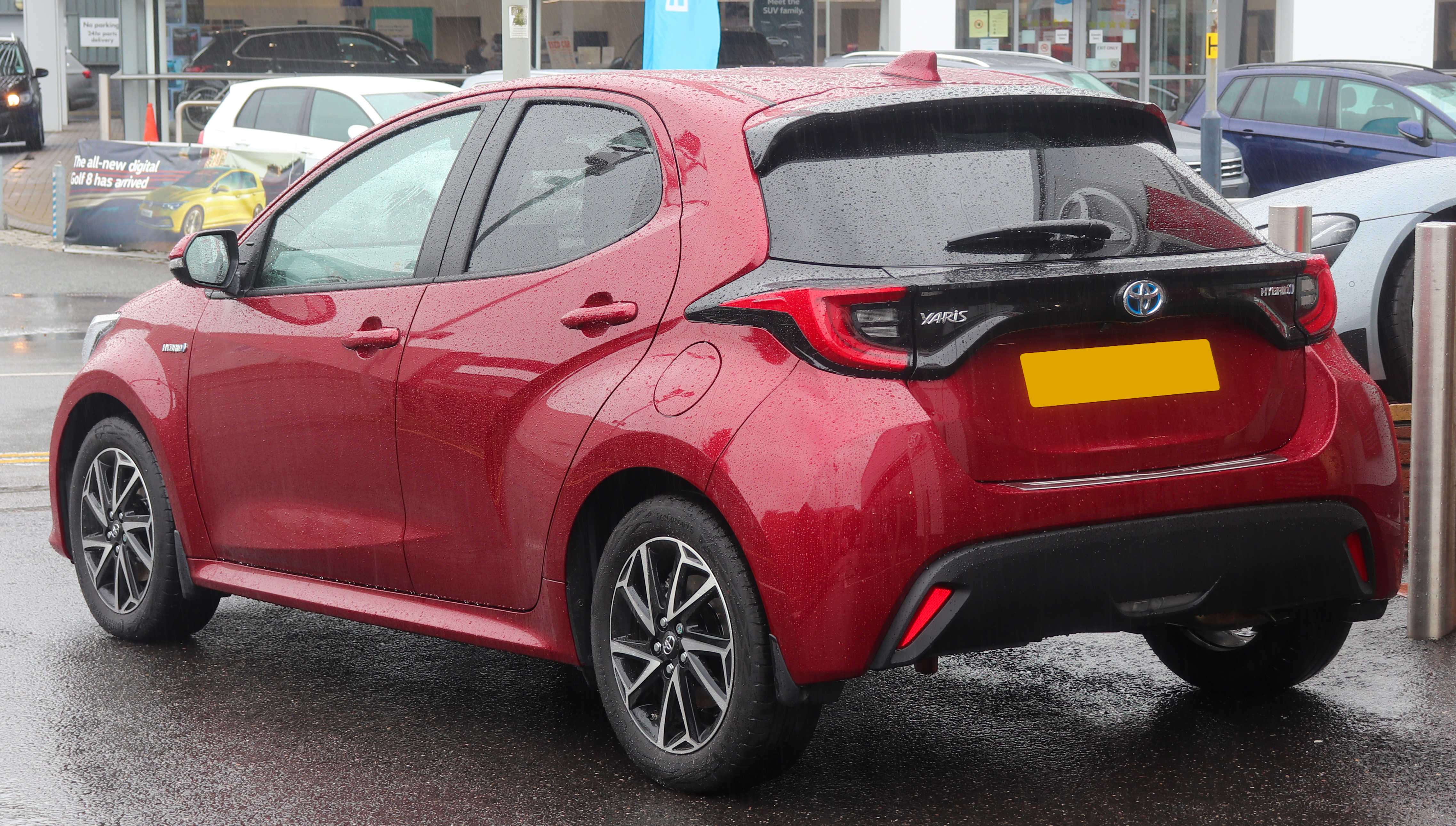
유럽 시장용 야리스 후면부
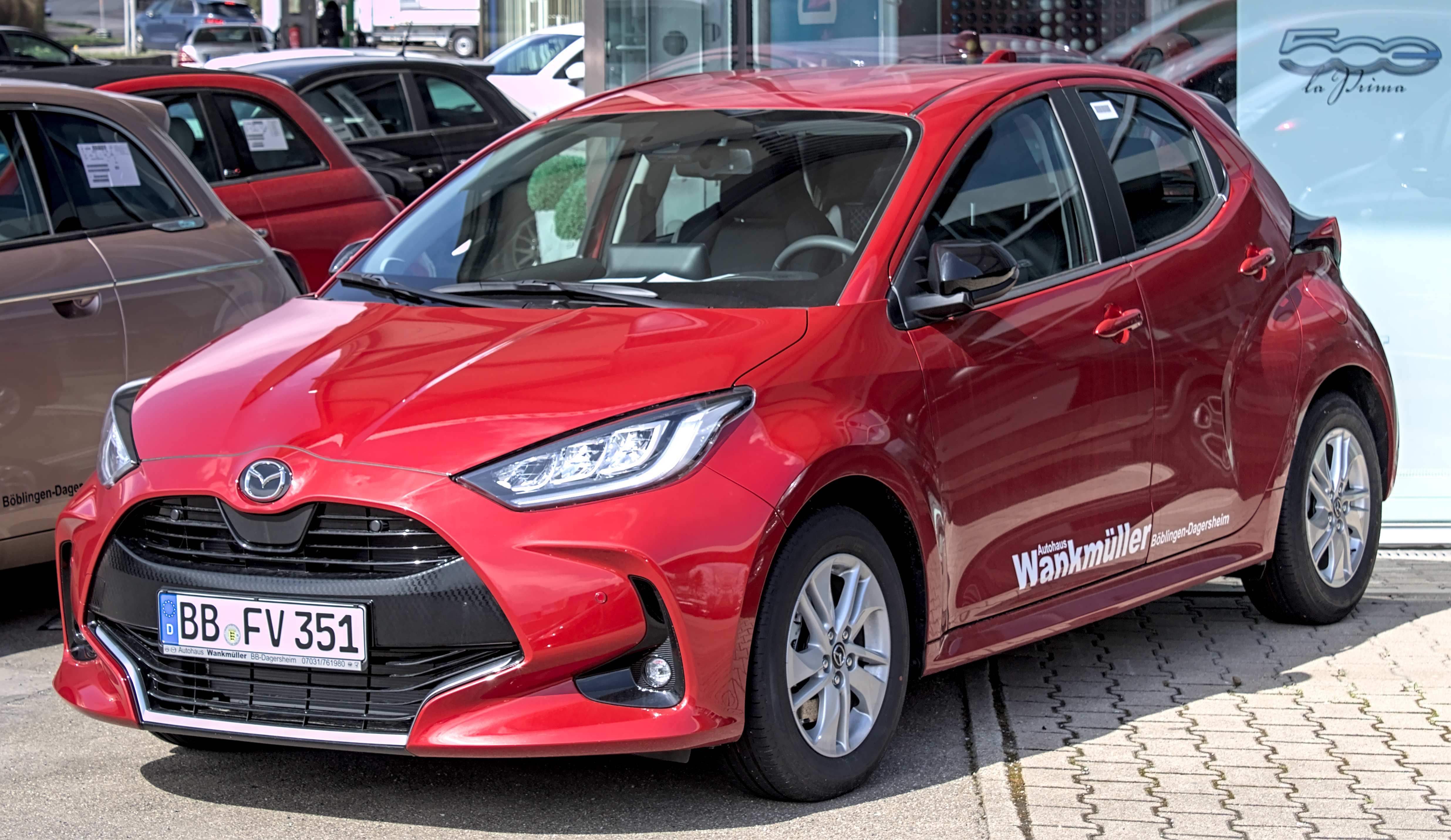
마쓰다 2 하이브리드 전면부
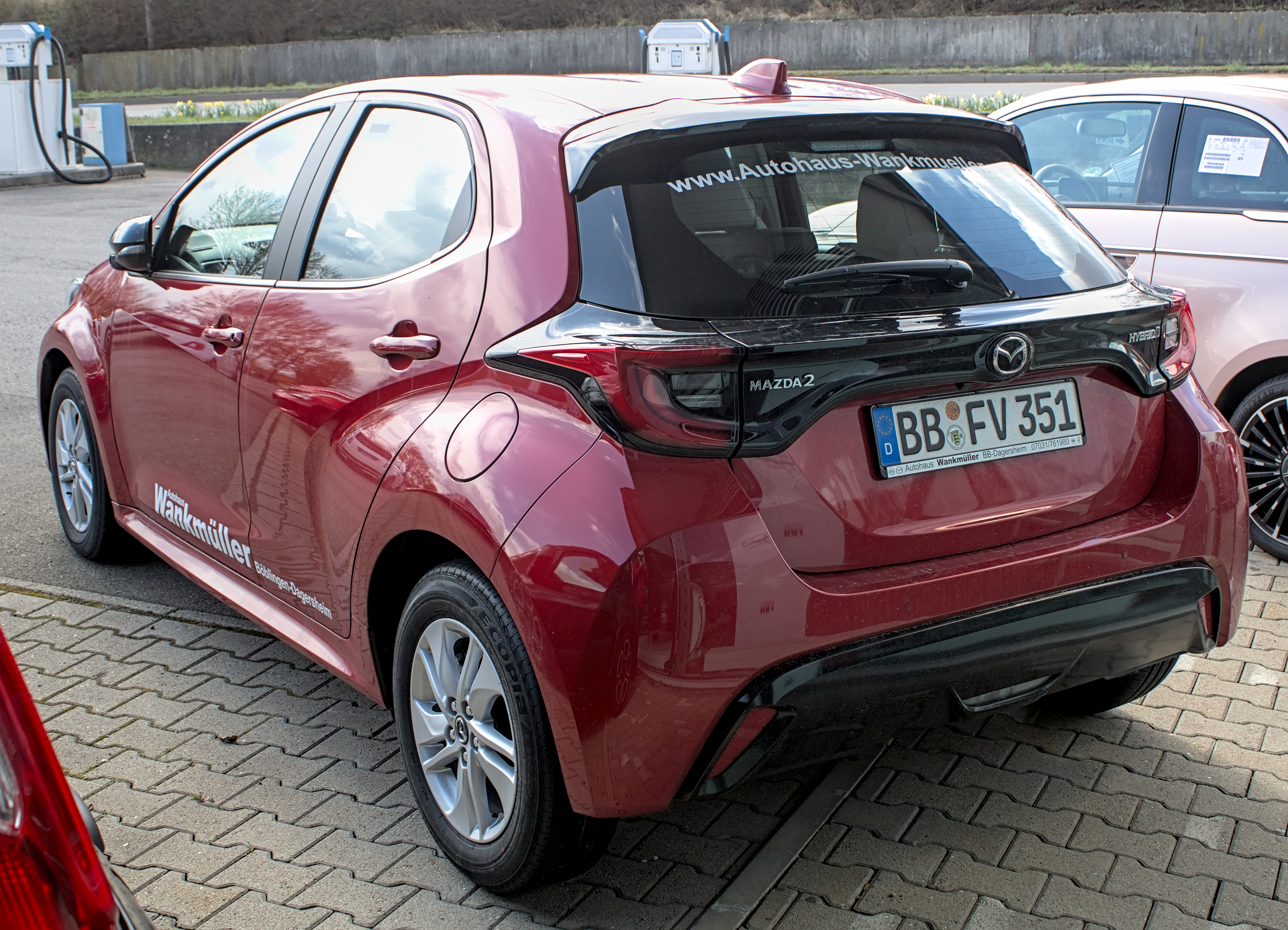
마쓰다 2 하이브리드 후면부

## 경쟁 차종
- 혼다 - 피트
- 닛산 - 마치, 노트
- 마쓰다 - 2
- 미쓰비시 - 미라지
- 현대 - 클릭, i20
- 기아 - 프라이드, 리오
- 폭스바겐 - 폴로
- 포드 - 피에스타
- 르노 - 클리오
- 푸조 - 208